# Faucogney-et-la-Mer
Faucogney-et-la-Mer é uma comuna francesa na região administrativa da Borgonha-Franco-Condado, no departamento do Alto Sona. Estende-se por uma área de 14.14 km². Em 2010 a comuna tinha 520 habitantes (densidade: 36,8 hab./km²).